# Levinellidae
Levinellidae é uma família de esponjas marinhas da ordem Clathrinida.

## Gêneros
- Burtonulla Borojevic e Boury-Esnault, 1986
- Levinella Borojevic e Boury-Esnault, 1986
- Sycettaga Haeckel, 1872